# Hypoponera abeillei
Hypoponera abeillei är en myrart som först beskrevs av Andre 1881.  Hypoponera abeillei ingår i släktet Hypoponera och familjen myror.

## Underarter
Arten delas in i följande underarter:
- H. a. abeillei
- H. a. assmuthi